# Osini
Osini is een gemeente in de Italiaanse provincie Nuoro (voormalig: Ogliastra) (regio Sardinië) en telt 776 inwoners (01-01-2018). De oppervlakte bedraagt 39,6 km², de bevolkingsdichtheid is 23 inwoners per km².

## Demografie
Osini telt ongeveer 425 huishoudens. Het aantal inwoners daalde in de periode 1991-2001 met 16,3% volgens cijfers uit de tienjaarlijkse volkstellingen van ISTAT. Het inwonertal bleef sindsdien dalen, met 22 inwoners in 3 jaar. Maar de grootste daling is van 2004 tot 2018, wel met 355 inwoners. 1/3 van de inwoners is van 1991 vergeleken met de laatste telling verminderd.
| Jaar | Inwoneraantal |
| ---- | ------------- |
| 1991 | 1131          |
| 2001 | 947           |
| 2004 | 925           |
| 2018 | 776           |
| 2023 | 709           |

## Geografie
Osini grenst aan de volgende gemeenten: Cardedu, Gairo, Jerzu, Lanusei, Loceri, Tertenia, Ulassai, Ussassai.
Arzana · Bari Sardo · Baunei · Cardedu · Elini · Gairo · Girasole · Ilbono · Jerzu · Lanusei · Loceri · Lotzorai · Osini · Perdasdefogu · Seui · Talana · Tertenia · Tortolì · Triei · Ulassai · Urzulei · Ussassai · Villagrande Strisaili
1. ↑  https://demo.istat.it/?l=it.